# Scherenkust van Stockholm
De scherenkust van Stockholm (Zweeds: Stockholms skärgård) is een archipel van ongeveer 24.000 eilanden, een van de grootste van de Oostzee. De eilandjes liggen voor de kust van de regio's Södermanland en Uppland.
In 1719 woonden er op de eilanden 2900 mensen, vooral vissers. Tegenwoordig wonen er circa 10.000 mensen en is de Scherenkust een geliefde vakantiebestemming van de Zweden. De archipel telt ongeveer 50.000 vakantiehuisjes.
De eilanden zijn ontstaan door postglaciale opheffing en kregen pas in de Vikingtijd hun huidige vorm. Elk jaar komen de eilanden 5 millimeter omhoog.
In het gebied ligt Nationaal park Ängsö en Nationaal park Nämdöskärgården. De Stockholm Archipelago Trail doorkruist het gebied.

## Eilanden of plaatsen

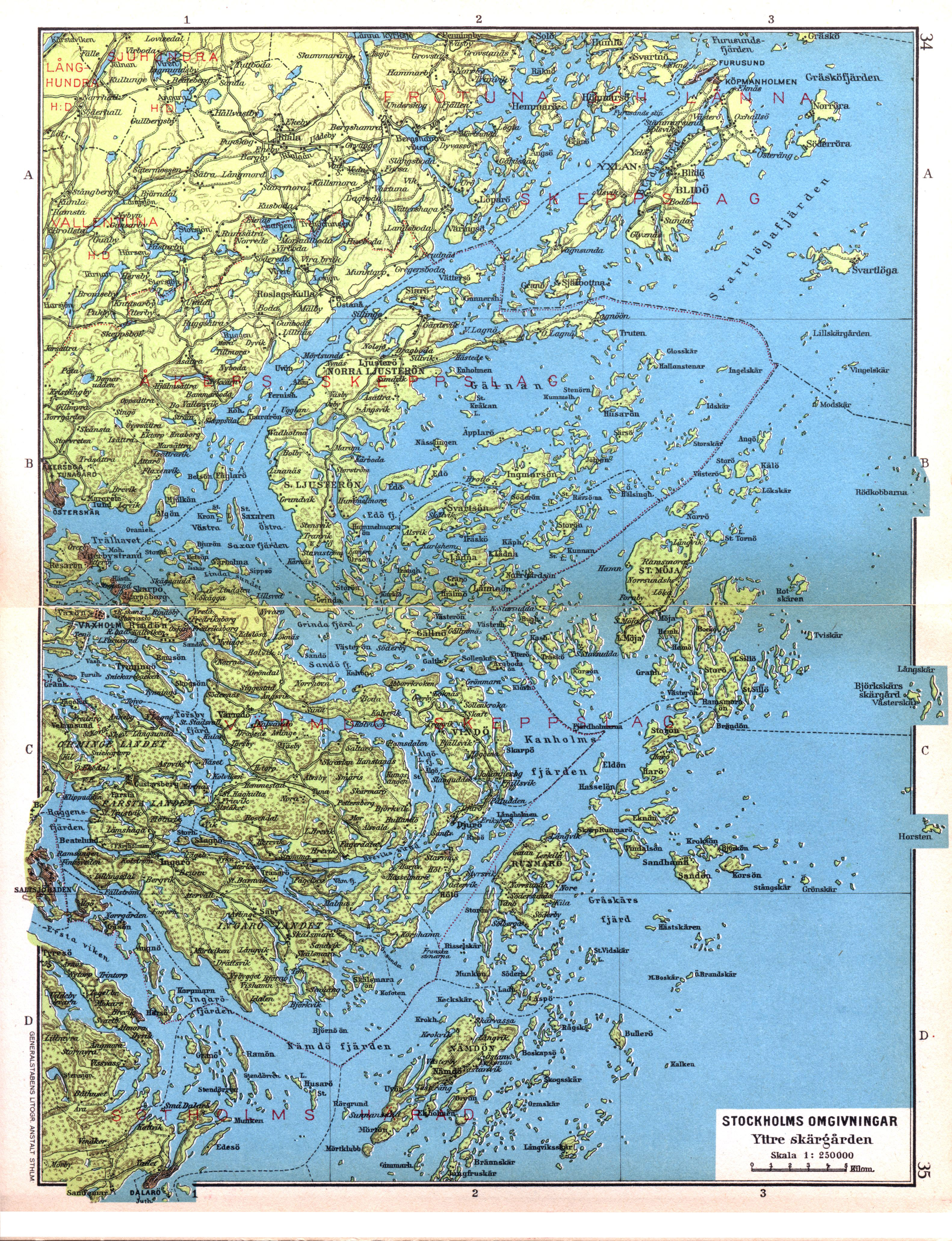
Oude kaart van het gebied

- Blidö
- Dalarö
- Finnhamn
- Furusund
- Grinda
- Husarö
- Ingmarsö
- Ljusterö
- Möja
- Nåttarö
- Nämdö
- Ornö
- Rindö
- Sandhamn
- Stomnarö
- Svartsö
- Söderöra
- Utö
- Vaxholm
- Yxlan
- Yxlö
- Öja